# Üzümlü
Üzümlü (ehemals Cîmîn, von armenisch Tsimin/Çimin) ist eine Stadt und zugleich Verwaltungszentrum des gleichnamigen Landkreises in der türkischen Provinz Erzincan. Die Stadt Üzümlü liegt 24 Straßenkilometer östlich von Erzincan und beherbergt mehr als die Hälfte der Landkreisbevölkerung (2020: 60,63 %). In byzantinischer Zeit hieß der Ort Tsoumina.

## Landkreis
Der Landkreis Üzümlü liegt ziemlich im Zentrum der Provinz und grenzt an den zentralen Landkreis (Merkez) im Westen, an den Kreis Çayırlı im Norden und Nordosten, an den Kreis Tercan im Südosten sowie den Kreis Pülümür der Provinz Tunceli im Süden. Er ist mit einer Fläche von 591 km² der zweitkleinste Landkreis der Provinz, hat aber mit 23 Einwohnern je Quadratkilometer nach dem zentralen Landkreis die zweithöchste Bevölkerungsdichte (Provinzdurchschnitt: 20 Einwohner je km²).

Der Landkreis wurde 1987 aus den östlichen Teil des zentralen Landkreis gebildet. Die Orte gehörten bis dahin zu den Bucaks Üzümlü und Tanyeri (Bucak Merkezi: Ocakbasi).
Ende 2020 lag Üzümlü mit 13.587 Einwohnern auf dritten Platz der bevölkerungsreichsten Landkreise der Provinz Erzincan. Er besteht neben der Kreisstadt aus der Gemeinde (Belediye) Altınbaşak mit 1749 Einwohnern sowie 23 Dörfern (Köy) mit durchschnittlich 157 Bewohnern. Das größte Dorf ist Bayırbağ mit 1363 Einwohnern. Dieses Dorf ist das größte Dorf der Provinz.